# Erika Molnar
Erika Molnar (Budapeste, 15 de julho de 1976) é uma triatleta profissional húngara.

## Carreira
Erika Molnar competidora do ITU World Triathlon Series, disputou os Jogos de Sydney 2000, ficando em 23º, e em Atenas 38º.